# Abraxas latifasciata
Abraxas latifasciata là một loài bướm đêm thuộc họ Geometridae. Nó được Warren miêu tả năm 1894. Nó được tìm thấy ở tây nam Xibia, miền đông Trung Quốc và Nhật Bản.
Sải cánh dài 30–39 mm.